# Aeschremon similis
Aeschremon similis là một loài bướm đêm trong họ Crambidae.